# Єлень (Люблінське воєводство)
Єлень (пол. Jeleń) — село в Польщі, у гміні Острувек Любартівського повіту Люблінського воєводства.
Населення — 121 особа (2011).

## Демографія
Демографічна структура станом на 31 березня 2011 року:
|          | Загалом | Допрацездатний вік | Працездатний вік | Постпрацездатний вік |
| -------- | ------- | ------------------ | ---------------- | -------------------- |
| Чоловіки | 62      | 16                 | 39               | 7                    |
| Жінки    | 59      | 11                 | 34               | 14                   |
| Разом    | 121     | 27                 | 73               | 21                   |